# Max Klein (Politiker)
Max Klein (* 20. Juni 1882 in Wien, Österreich-Ungarn; † 11. Dezember 1957 ebenda) war ein österreichischer Politiker (SDAP) und Krankenkassenbeamter. Er war von 1919 bis 1921 Abgeordneter zum Landtag von Niederösterreich und von 1920 bis 1934 Mitglied des Österreichischen Bundesrates.

## Leben
Max Klein absolvierte die Volks-, Bürger- und Handelsschule, war kaufmännischer Angestellter und arbeitete als Inspektor und Kanzleileiter der Krankenkasse der Handelsgehilfen, zuletzt war er leitender Angestellter dieser Kasse. Einer seiner Mitarbeiter war Reinhold Melas, der spätere Generaldirektor des Hauptverbandes der österreichischen Sozialversicherungsträger. Am Aufbau mehrerer Gesundheitseinrichtungen war Max Klein maßgebend beteiligt, so beim Entbindungsheim in Gersthof (spätere Frauenklinik Gersthof), bei den Lungenheilstätten in Gröbming (später Rehabilitationszentrum Gröbming) und Weyer (später Rehabilitationszentrum für Atemwegserkrankungen und Erkrankungen des Stütz- und Bewegungsapparates Weyer) und beim Erholungsheim Wopfing (1936 von Siemens erworben).
Gleichzeitig mit der Aufnahme seiner Erwerbstätigkeit engagierte sich Klein in der Gewerkschaft und wurde Obmann-Stellvertreter im Zentralverein der kaufmännischen Angestellten, Vorsitzender der ständigen Delegation der gewerkschaftlichen Angestelltenorganisationen und Vizepräsident der Deutschösterreichischen Pensionsanstalt für Angestellte. Zudem war er Mitglied der Staatskommission für die Sozialisierung. Er vertrat die Sozialdemokratische Arbeiterpartei vom 20. Mai 1919 bis zum 11. Mai 1921 im Niederösterreichischen Landtag (Gemeinsamer Landtag), wobei er ab dem 10. November 1920 im Zuge der Trennungsphase Wiens von Niederösterreich der Kurie Wien angehörte und ab dem 30. Dezember 1920 wiener Delegierter war.
Danach war er zwischen dem 1. Dezember 1920 und dem 17. Februar 1934 Mitglied des Bundesrates (I., II., III. und IV. Gesetzgebungsperiode).
Klein emigrierte bald nach seiner Amtsenthebung 1934 nach Palästina, wo er ebenfalls zum Organisator und Betreuer der Krankenversicherung dieses damaligen britischen Mandatsgebietes wurde, und kehrte 1947 wieder nach Österreich zurück. Dort arbeitete er bis 1954 als Direktor der Perlmooser AG und betreute die Mitarbeiter dieses großen Industriebetriebes. Er war auch bis zum 27. Juni 1950 zweiter Obmann-Stellvertreter und damit Vorstandsmitglied der Angestelltenversicherungsanstalt, der späteren Pensionsversicherungsanstalt der Angestellten.
Er gilt als einer der Pioniere der österreichischen Sozialversicherung und insbesondere der Angestelltenversicherung.